# Рядинский, Станислав Вениаминович
Станислав Вениаминович Рядинский (19 июня 1981, Губкин, Белгородская область, СССР) — российский актёр театра и кино, артист Московского театра «Ленком» с 2003 года.

## Биография
Родители Станислава Рядинского познакомились на шахте в Сибири, после чего переехали в город Губкин, Белгородской области, где 19 июня 1981 года и родился Станислав (мать — геодезист-маркшейдер, отец — теплотехник).
Первый опыт актёрства получил в губкинской студии «Катарсис» под руководством Евгения Кустова. После окончания средней школы поступил в 1998 году в школу-студию им. В.И. Немировича-Данченко при МХАТ им. А.П. Чехова на курс Олега Табакова. Спустя два года перевёлся в театральный институт имени Бориса Щукина на курс Родиона Овчинникова, который окончил в 2003 году. После выпуска поступил в труппу театра «Ленком».

### Театральная жизнь
Станислав Рядинский на большой сцене дебютировал в роли Захария Муаррона в спектакле «Кабала святош» режиссёра Адольфа Шапиро в МХТ им. А.П. Чехова. Дебютной ролью в театре «Ленком» стал камергер Монс в спектакле Марка Захарова «Шут Балакирев».
Позже, в 2004 году, после девятимесячной подготовки был ввод в культовый ленкомовский спектакль «Юнона и Авось». Рядинский наследует роль Фернандо после Александра Абдулова и Виктора Ракова, успевает сыграть в паре с Николаем Караченцовым.

«Играй так, как будто ты приглашенная звезда из Европы, которой театр заплатил много денег за один вечер работы на нашей сцене».— Марк Захаров Станиславу Рядинскому во время работы над вводом в спектакль «Юнона и Авось»
Кроме работ в Ленкоме (спектакли «Tout payé, или Всё оплачено», «Королевские игры»), играл в постановках Александра Галибина в Театре им. К.С. Станиславского («Братья Ч», «Троянской войны не будет»).

Станислав Рядинский играет Антона Чехова спокойно, покладисто, как слегка блаженного, и это очень достойно: в Чехове ведь и по фото видно, что не похож на "мастера", на "художника" - ординарная, нетриумфальная внешность усталого, исподлобья смотрящего мещанина.— Павел РУДНЕВ о спектакле «Братья Ч»

### Кинематограф
Дебют в кино состоялся в сериале «Кодекс чести», в котором Станислав Рядинский сыграл роль бывшего спецназовца Тимофея Варпаховского по кличке «Тимоха». Первой ролью в большом кино стала роль молодого Андерсена в картине Эльдара Рязанова «Андерсен. Жизнь без любви». Эльдар Александрович достаточно долго искал исполнителей на эту роль, пока не сложилось трио из трёх разновозрастных Андерсенов: Иван Харатьян —  Станислав Рядинский — Сергей Мигицко (особой гордостью режиссёра была внешняя схожесть Рядинского с Мигицко).

Когда спросили, нет ли у меня сына, я, понимая, откуда дует ветер, сказал: сына нет, но знаю одного артиста, который очень на меня похож. Назвал Станислава Рядинского. Стас работает в Ленкоме, вместе с моей дочерью Катей. Эльдар Александрович хотел быть уверенным абсолютно в безукоризненном выборе артистов. Пробы у него такие подробные! Я на них ездил уже как на съёмки. — Сергей МИГИЦКО о кастинге на роль Андерсена
Яркой и запоминающейся ролью стал образ хиппи по прозвищу «Солнце» в фильме Гарика Сукачёва «Дом Солнца» по повести Ивана Охлобыстина «Дом солнца».

Прототипом «Солнца», главного героя фильма «Дом Солнца», исполненного Станиславом Рядинским, стал лидер и сооснователь московской системы хиппи Юрий «Солнышко» Бураков, который, будучи сыном крупного чиновника, занимался скупкой валюты и спекуляцией. Смерть наступила в возрасте 43 лет во время эпилептического припадка, который произошёл прямо на улице.— из истории хиппи в СССР
Роль Григория Печорина в экранизации Романа Хруща по мотивам лермонтовского романа «Герой нашего времени» «Печорин» принесла кинонаграды на международном уровне (бразильский Mica Film Festival, американский Focus International Film Festival).

…про Станислава Рядинского (Печорин) так и вовсе можно, не преувеличивая, говорить в самом восторженном слоге: его Печорин сложен, противоречив – высокомерен и циничен, но одновременно преисполнен трагизма и безрассудной отваги.— из рецензии Елены ИВАНОВОЙ
Режиссерский дебют Станислава состоялся в 2023 году с полнометражным монофильмом «Ныряльщик» на основе классического текста «Гамлета» У. Шекспира, снятым на мобильный телефон в соавторстве с режиссером Элей Крупиной. Актер исполняет в нем единственную роль Гамлета.

…Станиславу Рядинскому удалось вполне убедительно показать всю кипящую противоречивость человеческой природы и глубины внутреннего микрокосма человека в рамках архисложного жанра монофильма.— из рецензии Бориса ГАЙДИНА

### Личная жизнь
Жена — Наталья Рева-Рядинская, актриса театра имени А.С. Пушкина. Дочь.

## Театральные работы
МХТ им. А.П. Чехова
- «Кабала святош» М. Булгакова; реж. Адольф Шапиро — Захарий Муаррон

Ленком
- 2004 (ввод) — «Юнона и Авось» А. Вознесенского; реж. Марк Захаров — Фернандо Лопес и Человек от театра / Пылающий еретик[16]
- «Tout payé, или Всё оплачено» Ива Жамиака; реж. Эльмо Нюганен — Поло[17]
- «Королевские игры» М. Андерсона; реж. Марк Захаров — подручный Кромвеля
- «Тартюф» Мольера; реж. Владимир Мирзоев — Валер, влюбленный в Мариану юноша
- «Шут Балакирев» Г. Горина; реж. Марк Захаров — камергер Монс
- 2023 (ввод) — «Вишнёвый сад» А. П. Чехова; реж. Марк Захаров — Петя Трофимов[18]
- 2023 (ввод) — «Королевские игры» М. Андерсона; реж. Марк Захаров — Кромвель[19]
- 2023 — «Маяковский»; реж. А. Франдетти — Яков Агранов[20]

Театр им. К. С. Станиславского
- «Братья Ч» Е. Греминой; реж. Александр Галибин — Антон Чехов
- «Троянской войны не будет» Ж. Жироду; реж. Александр Галибин — Парис

Другие проекты
- Сказка с оркестром «Король-олень» Вадима Коростылева по мотивам Карло Гоцци; реж. Сергей Урсуляк (музыка Микаэла Таривердиева) — Панталоне[21]

## Фильмография
- 1998—2005 — 33 квадратных метра — Альберт, репетитор
- 2002 — Кодекс чести — Тимофей Варпаховский («Тимоха»), бывший спецназовец
- 2003 — Спас под берёзами (глава 8-я «Погода на завтра») — Владик
- 2004 — Ва-Банк (видеоверсия спектакля) — эпизод
- 2004 — Кодекс чести—2 — Тимофей Варпаховский («Тимоха»), бывший спецназовец
- 2004 — Четыре Любови — Илья Казарновский / Лев Казарновский
- 2005 — Примадонна — Петя
- 2005 — Талисман любви — Роман Смелянцев, учитель пения Долли Захаровой
- 2006 — Андерсен. Жизнь без любви — молодой Андерсен / Свинопас / Тень / Солдат[22]
- 2006 — Патруль — Константин
- 2007 — Спасибо за любовь! — Глас, друг Ивана
- 2009 — Журов (Фильм 2 «Игра в куклы») — Кирилл Дербенёв
- 2009 — Исаев (Часть 2 «Пароль не нужен») — Алекс Фривейский, адъютант Меркулова
- 2009 — Телохранитель—2 (Фильм 3 «Охота на свидетеля») — Сирин (в титрах не указан)
- 2010 — Дом Солнца — «Солнце»
- 2010 — Троянской войны не будет (видеоверсия спектакля) — Парис
- 2011 — В субботу — гитарист
- 2011 — Печорин — Григорий Александрович Печорин
- 2015 — Тихий Дон — Чернецов, есаул
- 2016 — Ледокол — Борис Зорькин, радист
- 2018 — Тайны города Эн[23] — Константин Астахов
- 2019 — Шифр — Александр Иванович Дмитриев, директор артели инвалидов
- 2023 — Ныряльщик (реж. С. Рядинский, Э. Крупина) — Гамлет
- 2024 — Записки по пьяни (реж. С. Рядинский, Э. Крупина) — Прохожий

## Признание и награды
- 2010 — XVII Международный детский кинофестиваль «Артек»[24]
  - Приз детского жюри в номинации «Лучший актёр» за роль Солнца в фильме «Дом Солнца»
- 2015 — Международный кинофестиваль Mica Film Festival (Бразилия)
  - Премия в номинации «Лучший актёр» за роль Григория Печорина в фильме «Печорин»
- 2016 — Международный кинофестиваль Focus International Film Festival (Summer 2016) (США)[25]
  - Лауреат номинации «Лучший актер» за роль Григория Печорина в фильме «Печорин»
- 2016 — Международный кинофестиваль La Rioja es de cine (Испания)
  - Победитель в номинации «Лучший зарубежный актер» за роль Григория Печорина в фильме «Печорин»
- 2017 — II Международный кинофестиваль INCA IMPERIAL INTERNATIONAL FILM FESTIVAL (Перу)
  - Победитель в номинации «Лучший актер» за роль Григория Печорина в фильме «Печорин»
- 2017 — Международный кинофестиваль Global Independent Film Awards (США)[26]
  - Золотая медаль  в номинации «Лучшая мужская роль» за роль Григория Печорина в фильме «Печорин»
- 2018 — Международный кинофестиваль Rieti e Sabina Film Festival (Италия)[27]
  - Победитель в номинации «Лучший актер» за роль Григория Печорина в фильме «Печорин»